# Lễ cưới người Việt
Trong đời sống hôn nhân của người Việt Nam, khi trai gái lấy nhau, người Việt gọi là đám cưới, lễ cưới hoặc gọn hơn là cưới, gọi theo tiếng Hán-Việt là giá thú. Đối với người Việt, lễ cưới là một trong bốn nghi lễ quan trọng và được xã hội quan tâm nhiều hơn cả.

## Phong tục và lễ nghi truyền thống

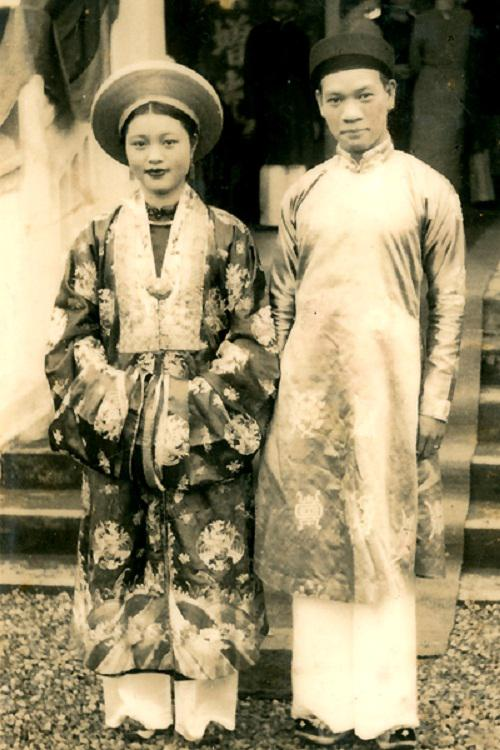
Đám cưới của cố bộ trưởng Nguyễn Văn Huyên và bà Vi Kim Ngọc năm 1936. Cô dâu mặc áo nhật bình, chú rể mặc áo ngũ thân và khăn vấn.

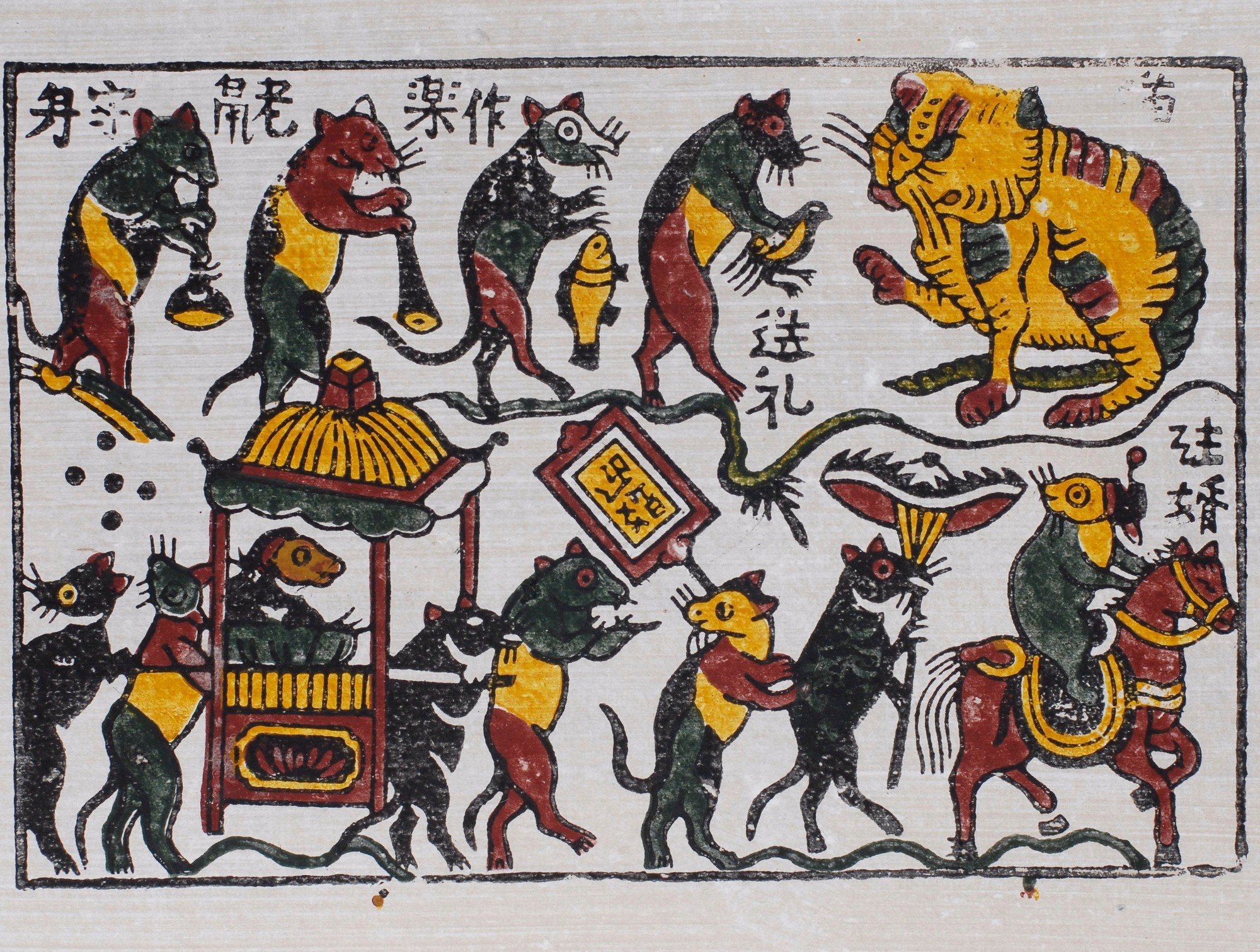
Tranh dân gian Đông Hồ: Đám cưới chuột

### Quan niệm về hôn nhân
Thời phong kiến, theo luân lý "tam cương ngũ thường", con cái mà còn cha mẹ khi nào cũng ở địa vị phụ thuộc, việc hôn nhân của con cái cha mẹ có quyền độc đoán và "đặt đâu ngồi đấy". Nếu con cái không bằng lòng với người vợ (hay chồng) mà cha mẹ chỉ định thì chỉ có cách bỏ nhà ra đi. Chính sự không cần biết ái tình của con cái, chỉ cốt tìm được nơi "môn đăng hộ đối" là cha mẹ nhờ "mối lái" điều đình để đính hôn nên đã xảy ra tệ tảo hôn và tục phúc hôn.
Người xưa quan niệm mục đích hôn nhân cốt duy trì gia thống cho nên việc hôn nhân là việc chung của gia tộc chứ không phải việc riêng của con cái. Bởi vậy định vợ gả chồng cho con là quyền quyết định của cha mẹ. Nghĩa vụ của mỗi người đối với tổ tiên, dòng họ là phải truyền giống về sau để "vĩnh truyền tông tộc", do đó luân lý cho người "vô hậu" là phạm điều bất hiếu rất lớn. Việc hôn nhân không những chỉ có nguyên nhân huyết thống mà còn có nguyên nhân kinh tế. Người vợ không những phải sinh con đẻ cái nối dõi tông đường mà còn phải làm lụng và coi sóc việc nhà cho gia đình nhà chồng.
Chế độ "đa thê, đa thiếp" cho phép đàn ông được phép có nhiều vợ mà không phải vì vợ lớn không sinh con hay chỉ sinh con gái. Nạp thiếp (còn gọi là vợ lẽ, vợ hai, vợ ba, nàng hầu...) không cần tổ chức lễ cưới và vì người thiếp không phải là một phần tử trọng yếu trong gia đình nên chồng hay vợ lớn muốn đuổi khi nào cũng được.

### Lễ nghi dân gian
Trước đây (và cả bây giờ) người Việt gọi lễ cưới là hôn lễ. Theo giải thích của Đào Duy Anh, chữ "hôn" nguyên nghĩa là chiều hôm, theo lễ tục xưa người ta làm lễ cưới vào buổi chiều tối.
Dân gian coi cưới xin là một trong ba việc lớn của đời người (sự nghiệp, làm nhà và cưới vợ) khi nhấn mạnh trong câu ca dao: "tậu trâu cưới vợ làm nhà..."
Ảnh hưởng văn hóa Trung Quốc, hôn nhân của người Việt xưa có sáu lễ chính. Để tiến đến lễ cưới, hai gia đình phải thực hiện những lễ chính sau:
- Lễ nạp tài: sau khi nghị hôn, nhà trai mang sang nhà gái một cặp "nhạn" để tỏ ý đã kén chọn ở nơi ấy.
- Lễ vấn danh: là lễ do nhà trai sai người làm mối đến hỏi tên tuổi và ngày sinh tháng đẻ của người con gái.
- Lễ nạp cát: lễ báo cho nhà gái biết rằng đã xem bói được quẻ tốt, nam nữ hợp tuổi nhau thì lấy được nhau, nếu tuổi xung khắc thì thôi.
- Lễ nạp tệ (hay nạp trưng): là lễ nạp đồ sính lễ cho nhà gái, tang chứng cho sự hứa hôn chắc chắn.
- Lễ thỉnh kỳ: là lễ xin định ngày giờ làm rước dâu tức lễ cưới.
- Lễ thân nghinh (tức lễ rước dâu hay lễ cưới): đúng ngày giờ đã định, họ nhà trai mang lễ đến để rước dâu về.

#### Lễ cưới dân gian

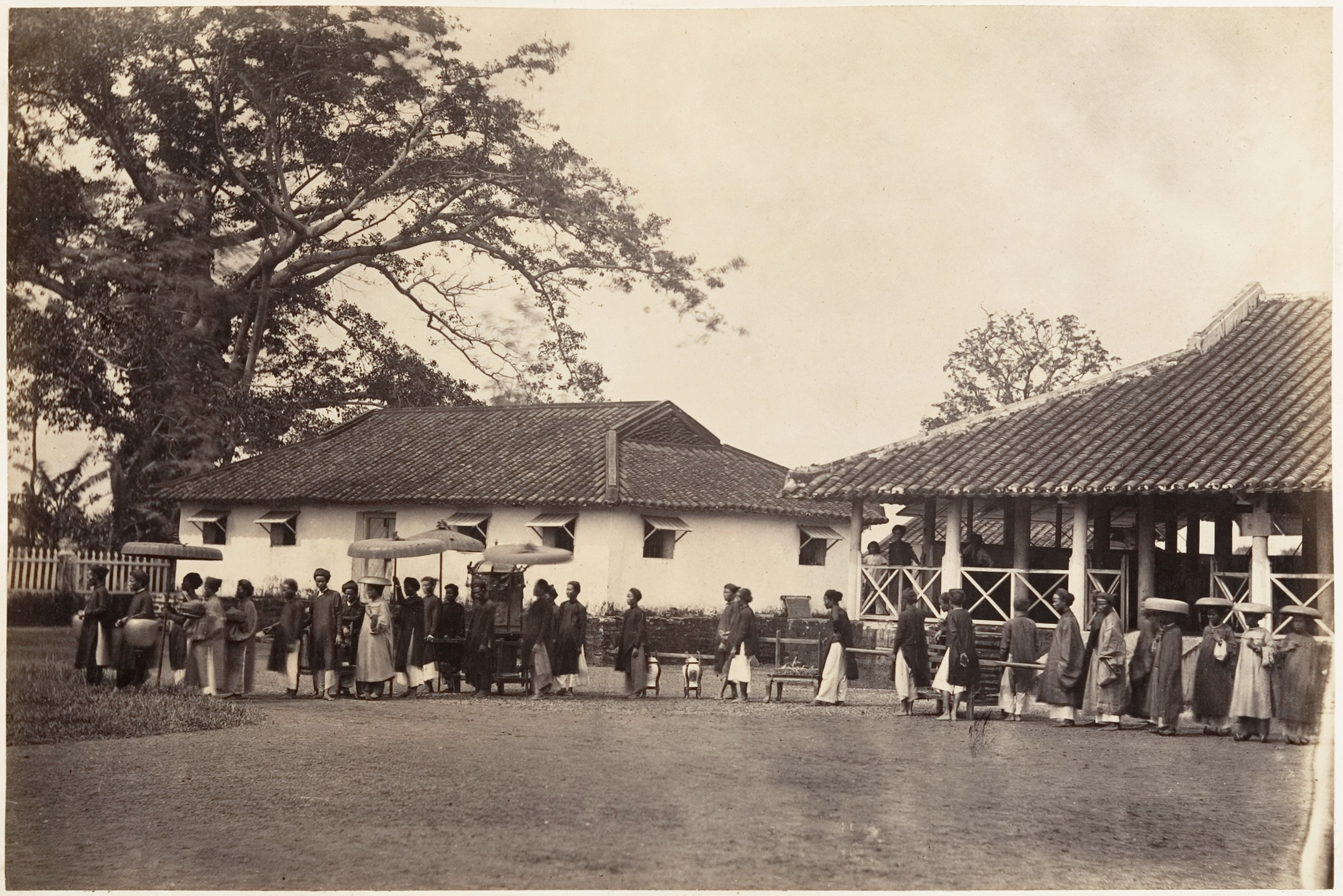
Đám cưới tại Sài Gòn, hình chụp khoảng 1866

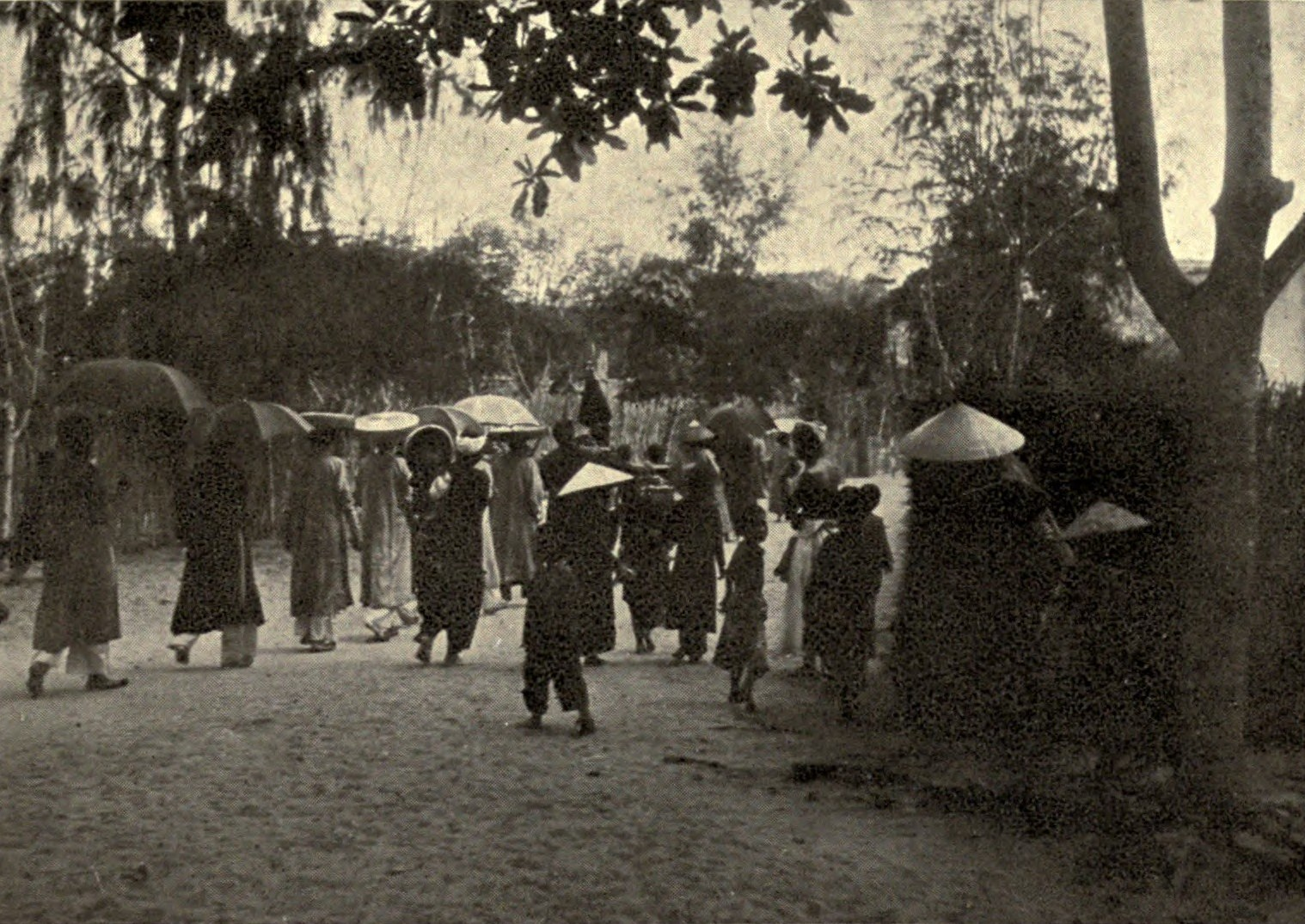
Lễ rước dâu tại miền Trung vào đầu thế kỷ 20.

Khi nhà trai xin cưới và nếu nhà gái thuận thì trả lời cho ông bà mai. Sự trả lời này còn bao gồm việc thách cưới, nghĩa là nhà gái đòi nhà trai trong lễ đón dâu phải có những đồ lễ gì, bao nhiêu. Thách cưới, nhà gái thường đòi với số lượng lớn, yêu cầu thường là rượu, trầu cau, trà, bánh trái, gạo, heo, đồ trang sức, y phục cho cô dâu và tiền mặt .
Đúng ngày cưới, người ta chọn giờ "hoàng đạo" mới đi, thường là về chiều, có nơi đi vào chập tối. Dẫn đầu đám rước đàng trai là một cụ già nhiều tuổi được dân làng kính nể vì tuổi tác, tư cách, địa vị xã hội, đóng vai chủ hôn.
Ở miền Bắc Việt Nam ngày xưa, tại nhà trai, người ta chờ đợi đám rước dâu về. Một quả lò than đốt hồng đặt trước ngưỡng cửa để chờ cô dâu với nghĩa: lửa hồng sẽ đốt hết những tà ma theo ám cô dâu và sẽ đốt vía của tất cả những kẻ độc mồm độc miệng đã quở mắng cô dâu ở dọc đường.
Cô dâu vào bái gia tiên nhà chồng xong, ông bà cũng như cha mẹ chồng tặng cho cô dâu món quà, thường là tiền hoặc là đồ nữ trang.
Lễ tơ hồng được cử hành rất đơn giản. Bàn thờ thiết lập ngoài trời, bày lư hương và nến hay đèn, tế vật dùng xôi, gà, trầu, rượu.
Hai ngày sau lễ cưới, vợ chồng đưa nhau về thăm cha mẹ vợ với một số lễ vật, tùy theo tập tục địa phương bên vợ. Xưa lễ này gọi là "Nhị hỷ". Nếu nhà chồng ở cách xa quá, không về được trong hai ngày thì có thể để bốn ngày sau, gọi là "Tứ hỷ".
Theo tục lệ vợ chồng đem lễ chay hoặc lễ mặn về nhà để cúng gia tiên, để trình bày với gia tiên và cha mẹ, cùng họ hàng việc cưới đã xong xuôi toàn mãn.

### Pháp chế
Nhằm tránh xảy ra những điều đáng tiếc, nhà nước quân chủ Việt Nam cũng can thiệp vào việc giá thú của người dân bởi những điều lệ hay luật. Điều lệ hương đảng do vua Gia Long ban hành năm 1804, khoản về giá thú đã dẫn câu từ sách cổ: "Hôn lễ là mối đầu của đạo người", "Giá thú mà bàn của cải là thói quen mọi rợ" và quy định: "Đại phàm lấy vợ lấy chồng, chẳng qua cốt được cặp đôi mà thôi, còn lễ cưới thì nên châm chước trong sáu lễ, lượng tuỳ nhà có hay không, chứ không được viết khế cố ruộng. Hương trưởng thu tiền cheo trong lễ cưới thì người giàu 1 quan 2 tiền, người vừa 6 tiền, người nghèo 3 tiền, người làng khác thì gấp đôi..." .
Năm 1864, vua Tự Đức cũng sai định rõ lại lễ cưới xin của dân gian: "Từ lúc vấn danh đến khi xin cưới, cho kỳ hạn là 6 tháng, đều theo tiết kiệm, không được quá xa xỉ" .

### Lễ nghi cung đình

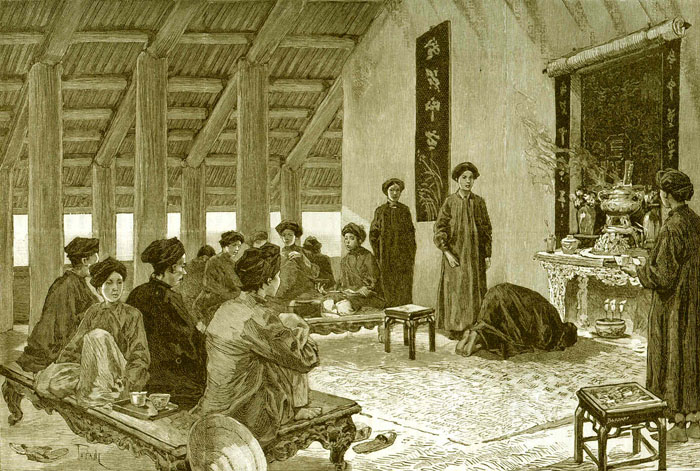
Hình vẽ lễ gia tiên tại Lễ cưới Trung Kỳ năm 1894

Lễ cưới trong giới quý tộc, quan lại ở các triều đại phong kiến nhìn chung giống với tục cưới gả của Trung Hoa là căn cứ vào sáu bước (lục lễ), có thể rút bớt hay kết hợp nhưng được sắp đặt cầu kỳ, tỷ mỉ, trang trọng và xa hoa hơn trong dân gian. Việc dựng vợ gả chồng hoàn toàn do cha mẹ chủ trương và theo lối "cha mẹ đặt đâu con ngồi đấy". Hoàng tử lấy vợ chính gọi là "nạp phi" và "nạp thiếp" khi lấy vợ thứ (khi về nhà chồng, cô dâu được gọi là phủ phi hay phủ thiếp), và công chúa lấy chồng gọi là "hạ giá" (chú rể được phong Phò mã Đô uý).

#### Hoàng tử nạp phi
Hoàng tử khi đến 15-18 tuổi sẽ được phong tước, cấp đất và tiền để lập phủ riêng, sau đó vua mới nghĩ đến việc cưới vợ cho con. Cô dâu do chính vua kén chọn qua việc dò hỏi các vị đại thần, ai muốn gả con gái đến tuổi cho hoàng tử. Khi có vị nhận lời, vua mới chuẩn bị hôn lễ. Theo "Nghị định" năm Gia Long thứ 7 (1808), hôn lễ được cử hành qua các bước:
- Truyền mệnh: vua cử hai đại thần lãnh cờ tiết đến nhà gái thông báo, đúng ngày đã định, cha mẹ cô gái vào cung nhận mệnh, sau đó Khâm Thiên giám chọn ngày tốt để tiến hành hôn lễ.
- Nạp thái: trước ngày nạp lễ, có một buổi thiết triều ở điện Cần Chánh để vua truyền cho biết ngày giờ hôn lễ và cử các quan vào trong ban phụ trách việc hôn lễ này. Hai quan đại thần và một số người khác vài mệnh phụ, quân lính bưng tráp thiếp và lễ vật đến nhà gái. Lễ vật được đặt sẵn trên các án sơn son thếp vàng bao gồm: vàng, bạc, gấm, lụa, nữ trang, trầu, cau, trâu, bò, lợn, rượu. Hòm thiếp đựng giấy ghi danh sách, số lượng vật phẩm và ngày giờ cử hành các lễ tiếp theo.
- Nạp trưng: Theo ngày tốt đã chọn, nghi thức được tiến hành. Lần này, ngoài những vật phẩm như trên còn có mũ áo, xiêm, hài, kiệu, lọng và "tờ sách vàng" khắc bài dụ của vua. Một nữ quan đọc tờ sách, cô dâu ngồi vào ghế để nhận lạy mừng của mọi người. Lễ xong, một bữa tiệc được nhà gái bày ra để khoản đãi những người tham dự, sau đó rước cô dâu về phủ của hoàng tử. Hai đại thần về điện nạp cờ tiết phục mệnh. Hôm sau, cha mẹ của cô dâu phải vào cung để làm lễ tạ ơn (ông đến tiện điện và bà đến điện Khôn Đức).

Khác với dân gian, nếu hoàng tử muốn cưới nàng hầu thì nghi lễ cũng phải tiến hành tương tự.
Theo cuốn "Văn hóa Huế xưa", tác giả Lê Nguyễn Lưu, phần nói về đời sống văn hóa cung đình (tập 3), trang 285-286 viết: Hoàng tử lấy vợ gọi là nạp phi (đối với bà chính) và nạp thiếp (đối với bà thứ). Cô gái khi đã về làm dâu của vua (hoàng tức) được gọi là "phủ phi" hay "phủ thiếp".

#### Công chúa hạ giá
Khi công chúa hạ mình xuống để lấy chồng thì người chồng được gọi là "thượng giá" và trở thành phò mã. Tuy nhiên, việc chọn phò mã không hề đơn giản. Vua sai Bộ Lại, Bộ Binh lập danh sách 5 người là con cháu và chắt các công thần từ nhị phẩm trở lên, những chàng trai này tất nhiên là không bị tàn tật, nhưng phải thông minh và đẹp. Một vị hoàng thân và một vị đại thần mà vợ chồng song toàn được cử làm chủ hôn và chiếu liệu (lo sắp đặt mọi chuyện). Họ hội ý với nhau để cử người xứng đáng nhất và hợp tuổi với hoàng nữ trong bản kê, tâu với vua, vua sẽ khuyên son (quyết định).
Trong lịch sử triều Nguyễn, có những vua như Minh Mạng hay Thiệu Trị, vì số hoàng nữ quá nhiều, con cháu công thần không đáp ứng đủ nên nhiều người phải tìm cách trốn tránh, chạy chọt để khỏi bị ghi danh vì sợ mình lấy phải công chúa nhiều tuổi hay kém nhan sắc, mà đã kết hôn với công chúa thì phải suốt đời "một vợ một chồng".
Sau khi vua chọn, phò mã tương lai được vua ban tiền để tậu phủ và sắm vật dụng, trang phục đúng nghi thức, trong đó có một chiếc thuyền bồng, đồng thời cha mẹ phải vào lạy tạ ơn trên.
Khâm Thiên giám làm nhiệm vụ chọn ngày để tiến hành lục bộ (sáu lễ), nhà trai phải liên hệ để biết mà chuẩn bị, cũng có thể kết hợp một ngày 2 đến ba lễ, cách quãng nhau.
- Lễ nạp thái và vấn danh: gia đình phò mã sẽ đưa lễ vật vào cung, cúng tổ tiên công chúa và được chủ hôn mở tiệc khoản đãi. Công chúa nhận vàng bạc và nữ trang.
- Lễ nạp trưng và nạp cát: gia đình lại đưa lễ vật vào cung, sau đó hai bên tự tổ chức lễ cáo với tổ tiên mình về việc cưới hỏi.
- Lễ điện nhạn và thân nghinh: trước đó, vua sai quan khâm mạng đến phủ đệ phò mã, bày giường thất bảo, màn tiên. Đúng ngày giờ đã định, gia đình phò mã lễ vật vào cung, trong đó có một cặp ngỗng. Vị đại thần làm chủ hôn lập một phái đoàn rước công chúa về phủ phò mã.

Phẩm vật cưới về số lượng mỗi khi mỗi khác và thường là khá nặng. Vào năm 1833, lễ nạp thái được ghi nhận gồm: 20 lạng vàng, 100 lạng bạc, 2 mâm trầu, 2 mâm cau; lễ vấn danh gồm: một con trâu, hai con lợn, 2 hũ rượu; lễ nạp cát gồm: 4 tấm gấm, 10 tấm lĩnh màu, 10 tấm sa màu; lễ nạp trưng gồm: 2 mâm trầu, 2 mâm cau, 2 hũ rượu; lễ thỉnh kỳ gồm: một con bò, hai con dê, 3 hũ rượu; lễ điện nhạn gồm: hai con chim nhạn (được thay bằng ngỗng), 1 hộp kim chỉ, 100 đồng tiền cổ, 20 lạng vàng, 100 lạng bạc... Có quan nghèo không lo nổi nên vào năm 1864, vua Thiệu Trị dụ rằng: "Đời xưa, vua Nghiêu gả hai con gái cho Ngu Thuấn ở Vĩ Nhuế, chả nghe nói lễ cưới sang trọng. Hơn nữa, đám cưới chỉ dùng 2 da hươu làm lễ, xưa kia vẫn nói thế. Nay gả hoàng nữ cho con các đại thần, mà các đại thần thanh thận trung cần, trẫm biết sẵn, vậy 6 lễ cưới, cho tuỳ theo cảnh nhà giàu nghèo mà sắm sửa, không nên ấn định lễ vật, chớ nên bày đặt quá nhiều. Vậy các quan chủ hôn cần biết rõ." 

## Phong tục và lễ nghi ngày nay
|  |  |  |  |  |

Nhà nước phong kiến Việt Nam, triều đại nhà Nguyễn chấm dứt sau Cách mạng tháng Tám (1945), cùng với sự hình thành của nhà nước Việt Nam Dân chủ Cộng hòa, đã có quy định như sau về hôn nhân:
Dần dần, những quy định trên được thể chế hóa thành luật .
Ở phương diện luật định, sau khi đăng ký kết hôn đôi trai gái được pháp luật bảo vệ. Tuy nhiên, trong tâm thức và văn hóa dân tộc, lễ cưới chứ không phải tờ hôn thú, mới là thời điểm để họ hàng, bè bạn và mọi người chính thức công nhận đôi trai gái là vợ chồng. Cũng vì vậy, tại lễ cưới nhiều vấn đề xã hội diễn ra, khen chê của dư luận xã hội đều tập trung vào đó, "ma chê cưới trách" nhưng lại "ai chê đám cưới, ai cười đám ma". Một đám cưới theo nghi thức cổ truyền có thể vừa được khen, vừa bị chê. Người khen thì cho rằng thế mới là đám cưới Việt Nam, thế mới không sợ sự du nhập của văn hóa bên ngoài, nhưng người chê thì lại nói rằng thế là rườm rà, lãng phí và luỵ cổ.
Tuy vậy, chính quyền không cấm việc tổ chức cưới hỏi theo phong tập tập quán xưa, mà chỉ ban hành "quy chế thực hiện nếp sống văn minh trong việc cưới hỏi", theo đó, quy định rằng: "các thủ tục có tính phong tục, tập quán như chạm ngõ, lễ hỏi, xin dâu cần được tổ chức đơn giản và gọn nhẹ" và "việc cưới cần được tổ chức trang trọng vui tươi, lành mạnh phù hợp với phong tục, tập quán tốt đẹp của dân tộc".
Trình tự tiến đến lễ cưới của người Việt Nam, có thể có những cách thức, tên gọi khác nhau, đa số có những điểm chung:
- Đăng ký kết hôn: Lễ cưới ngày nay thường được tổ chức sau khi đã được chính quyền cấp giấy chứng nhận kết hôn.
- Chụp ảnh, quay phim: Cô dâu và chú rể thường đến một số địa điểm đẹp ngoài trời để chụp ảnh làm kỷ niệm. Ngoài ra, một quay phim sẽ được thuê để lưu lại những khoảnh khắc đáng nhớ của lễ cưới như làm lễ gia tiên, đón dâu, đãi tiệc,...
- Chuẩn bị vật phẩm hôn lễ, quà cưới, phòng cưới, tiệc cưới, quần áo, xe hoa,...
- Phải chọn một người trung gian, đóng vai trò bắc cầu cho hai bên gia đình. Đó thường là người đứng tuổi, có uy tín, có kinh nghiệm trong ăn nói, thường được gọi là Chủ hôn.[16]

### Lễ dạm ngõ

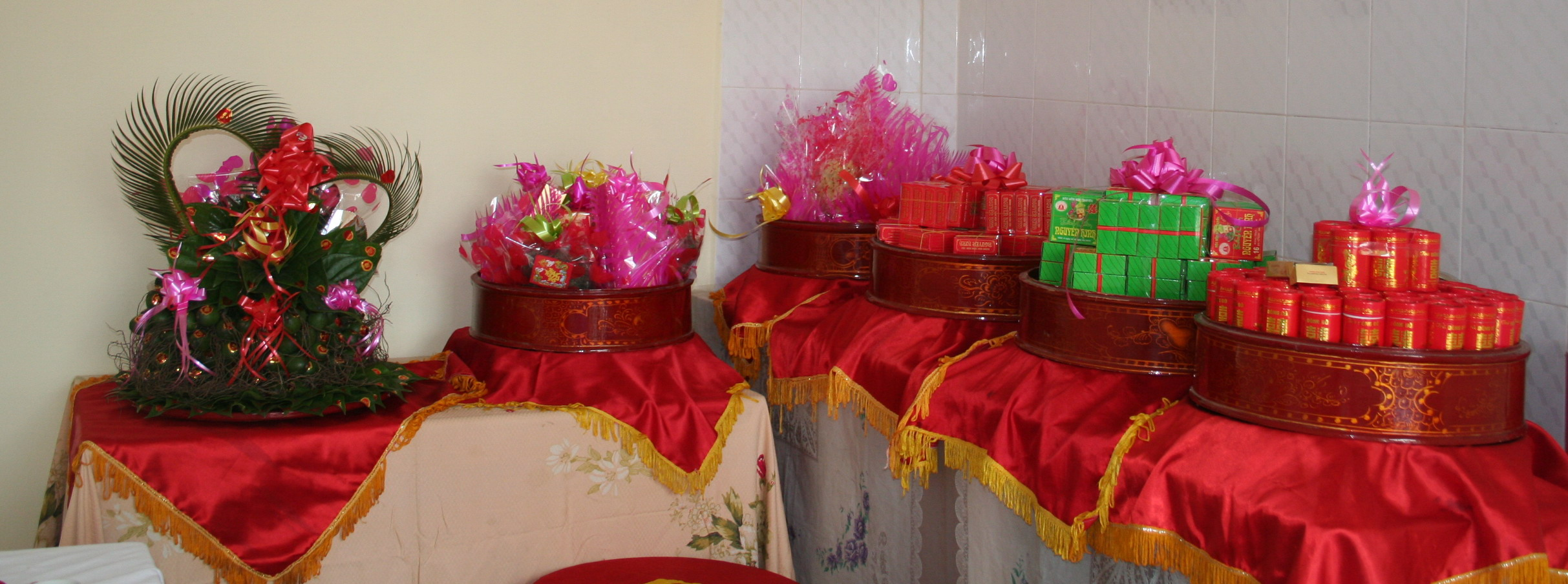
Mâm cưới với trầu cau và bánh

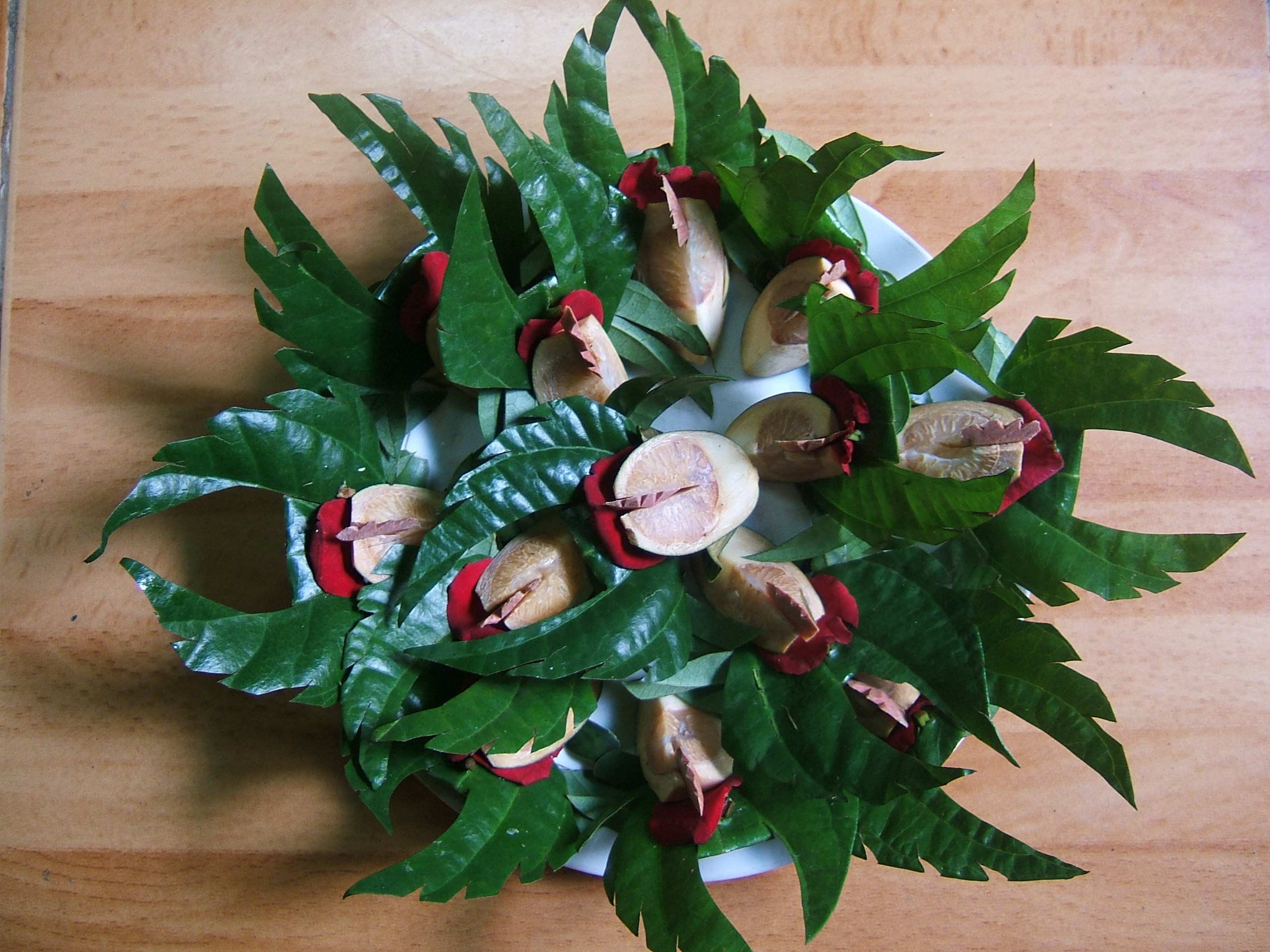
Một dĩa trầu têm hình cánh phượng

Được sự đồng ý của nhà gái, nhà trai đem lễ sang. Đồ lễ bắt buộc phải có là trầu, cau, rượu, chè, bánh, kẹo, nước uống,... Phải có trầu cau vì câu chuyện trầu cau trong cổ tích Việt Nam là tiêu biểu cho tình nghĩa vợ chồng, họ hàng ruột thịt. Miếng trầu là đầu câu chuyện, không có trầu là không theo lễ. Lễ vật được dâng lên bàn thờ tổ tiên. Sau đó, nhà trai sẽ đem về phần lễ mà nhà gái đã lưu lại, được gọi là lại quả.

### Lễ Ăn hỏi
Hay còn gọi là lễ vấn danh, theo tục xưa là hỏi tên tuổi cô gái, nhưng ngày nay cha mẹ đôi bên đã biết rõ rồi. Cô gái nhà nào đã nhận lễ vấn danh coi như đã có nơi, có chốn. Sau ngày lễ ăn hỏi, phải có báo hỉ, chia trầu. Nhà gái trích trong lễ vật nhà trai đưa đến một lá trầu, một quả cau, một gói trà nhỏ, một cái bánh cốm hoặc vài hạt mứt. Tất cả gói thành hộp hay phong bao giấy hồng, mang đến cho các gia đình họ hàng, bạn hữu của nhà gái. Nhà trai cũng báo hỉ, nhưng không phải có lễ vật này mà chỉ cần thiệp báo hỉ. Cũng trong lễ ăn hỏi, hai họ định luôn ngày cưới.

### Lễ cưới - Thành hôn (diễn ra vào ngày rước dâu)

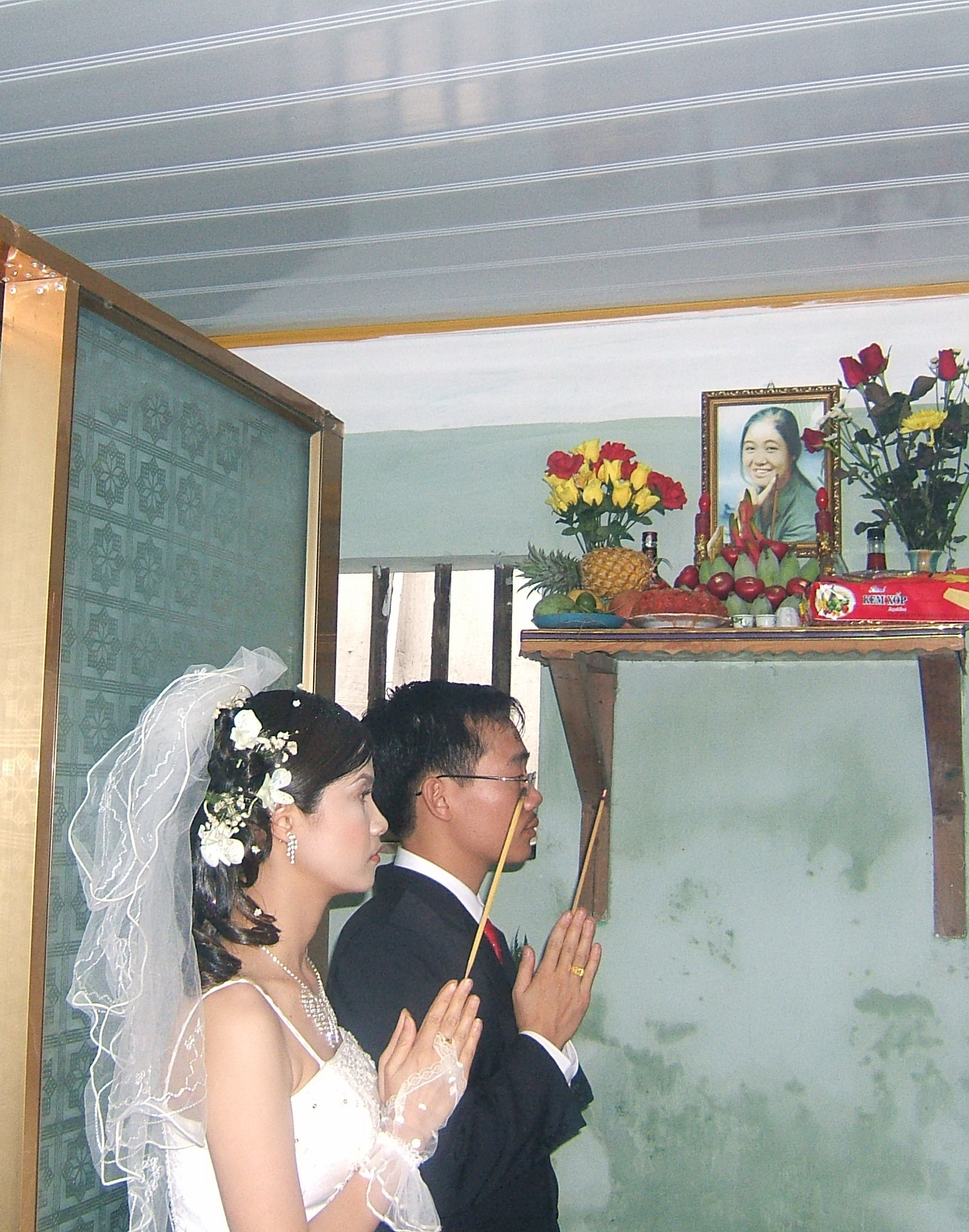
Lễ gia tiên tại nhà trai

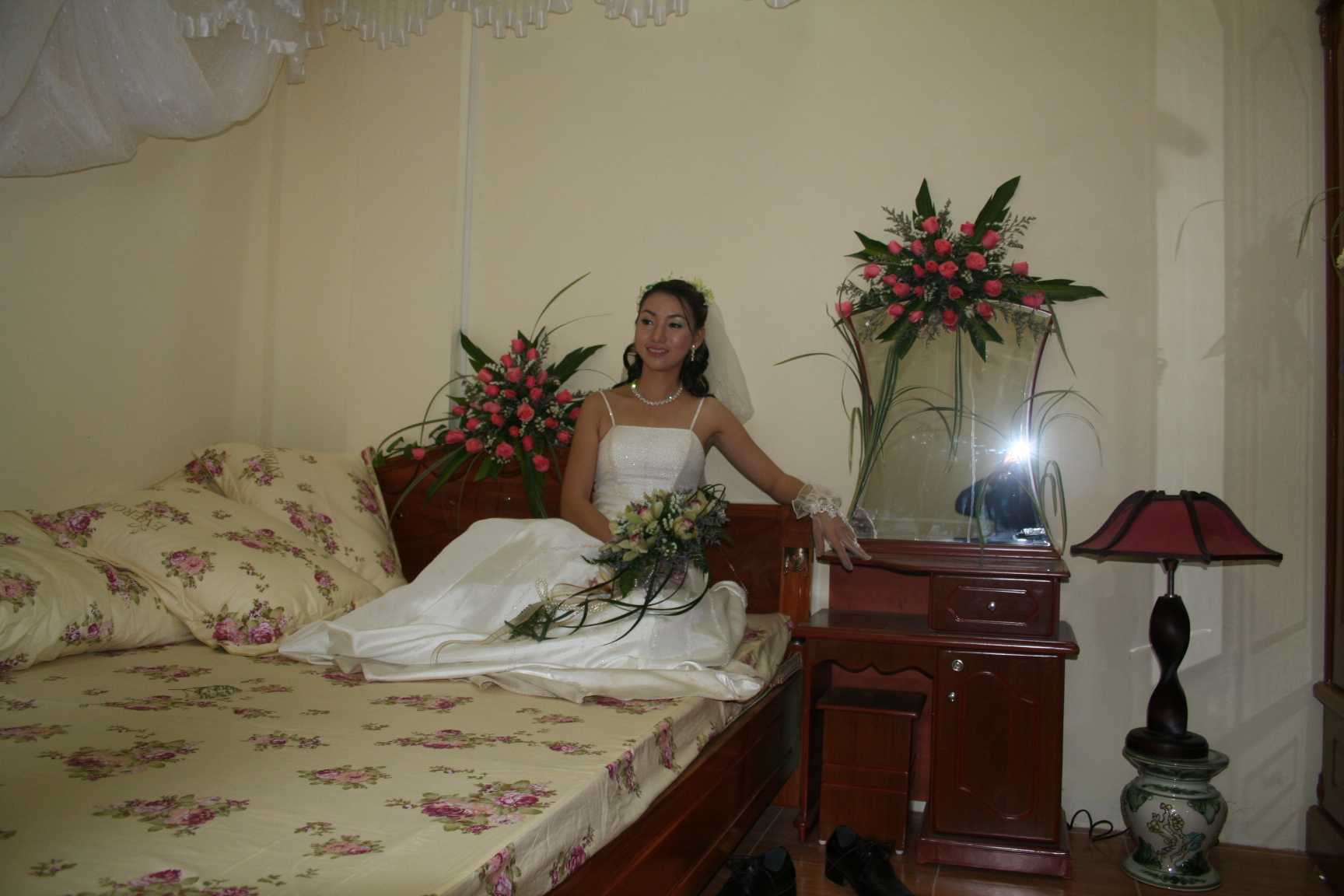
Ảnh phòng cưới

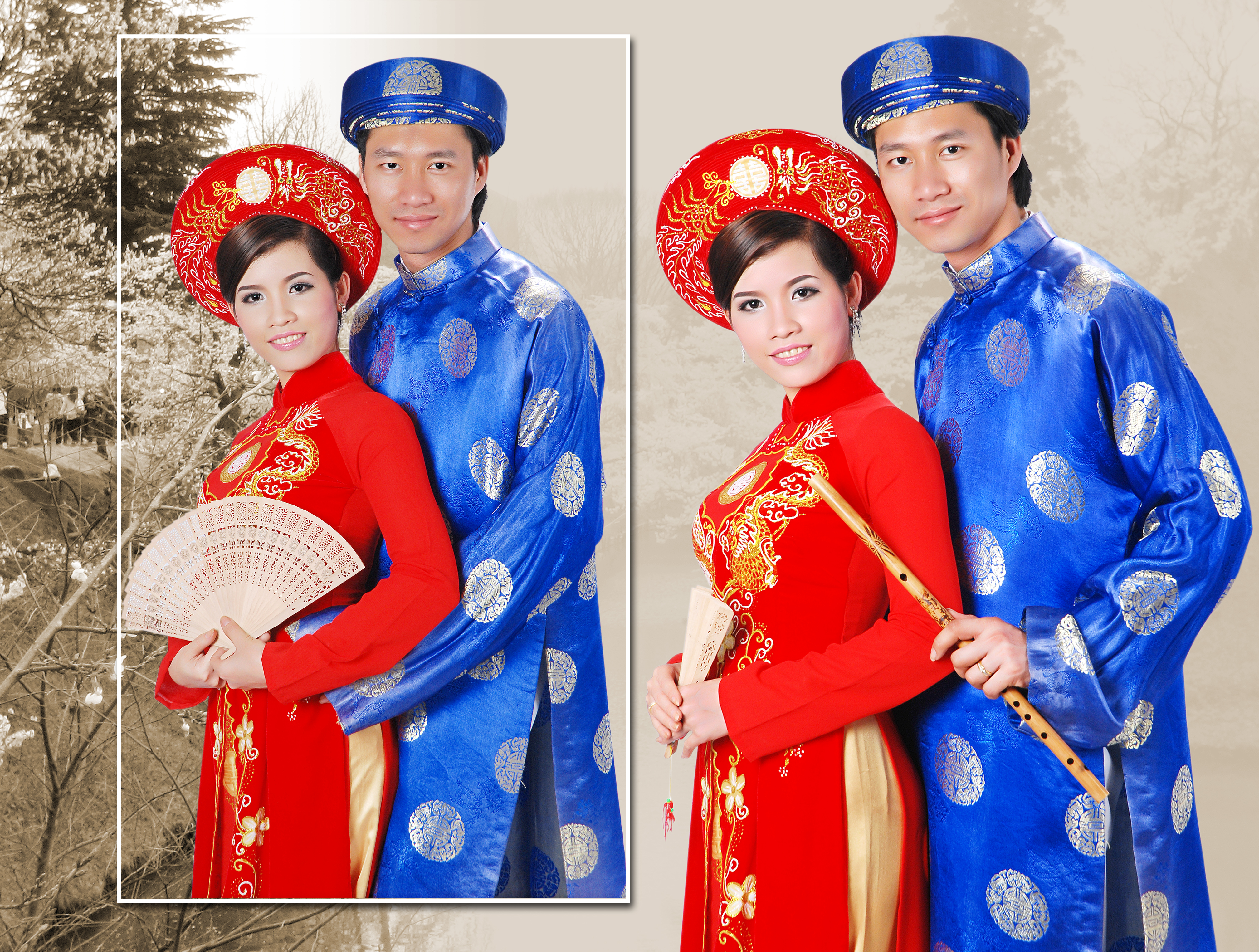
Áo dài cưới và khăn đóng

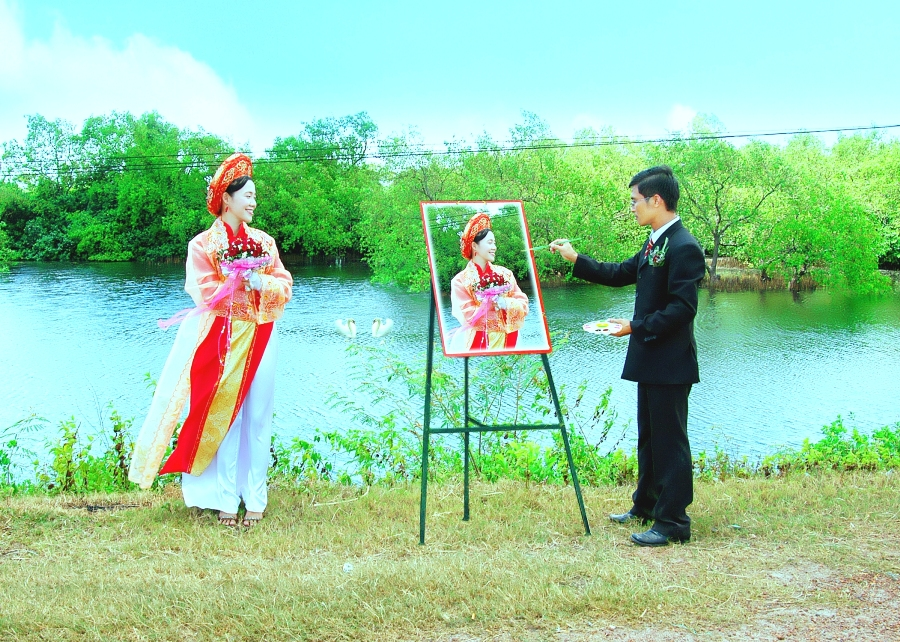
Áo dài cưới với 2 lớp

- Lễ nạp tài: Là ngày nhà trai đem sính lễ sang nhà gái để đón dâu (như ở dưới sẽ nêu). Ý nghĩa của lễ nạp tài là nhà trai góp phần với nhà gái chi phí cỗ bàn, cho nhà gái và cô dâu biết mọi thứ đã chuẩn bị sẵn. Với đồ nữ trang cho cô dâu làm vốn (bố mẹ chồng sẽ trao lúc làm lễ ở nhà gái trước đông đủ quan viên được mời - nội ngoại nhà gái), cô có thể yên tâm xây dựng tổ ấm mới, chứ không đến nỗi sẽ gặp cảnh thiếu thốn.
- Lễ xin dâu: Trước giờ đón dâu nhà trai cử người đem trầu, rượu đến xin dâu, báo đoàn đón dâu đã đến.
  - Tục chăng dây: ở một số đám cưới, nhà gái bố trí vài em nhỏ bụ bẫm, xinh xắn, mặc áo đỏ chăng dây trước cửa nhà gái. Khi nhà trai đến, một trong các em nhỏ chạy về báo cho nhà gái biết. Nhà trai chuẩn bị một ít kẹo để phân phát cho lũ trẻ chăng dây này, khi đã nhận được kẹo bọn chúng sẽ rút dây để đoàn nhà trai đi vào nhà gái (tục này hiện nay đã mai một, không còn thấy xuất hiện ở nhiều địa phương).
- Lễ rước dâu: Đoàn rước dâu của nhà trai đi thành một đoàn, có cụ già cầm hương đi trước, cùng với người mang lễ vật (các quả hộp: trầu cau, rượu, bánh phu thê và nếu gia đình nhà trai có điều kiện thì lễ vật sẽ thêm các món khác - ví như nem chả, bánh kem,...). Nhà gái cho mời cụ già thắp hương vái trước bàn thờ rồi cùng ra đón đoàn nhà trai vào. Cô dâu cùng với chú rể lạy trước bàn thờ, trình với tổ tiên. Sau đó hai người cùng bưng trầu ra mời họ hàng. Cha mẹ (nhà gái) cô dâu tặng quà cho con gái mình. Có gia đình cũng lúc này bày cỗ bàn cho cả họ nhà gái chung vui. Khách nhà trai (như là các vị khách thông thường không có sự xuất hiện của các lễ nghi có sự tham gia của hai bên) cũng được mời vào cỗ với mục đích giới thiệu đôi bên rằng đây là nơi con gái họ làm dâu(ở Huế gọi đây là ngày Vu Quy tương đương Thành Hôn ở nhà trai, lễ Vu Quy này có thể diễn ra trước một ngày so với lễ Thành Hôn của nhà trai. Xin nói thêm là lễ Vu Quy là lễ cáo bái ở nhà gái để cô dâu ra đi lấy chồng, song đây là lễ mang tính chất nghi lễ cao không đòi hỏi cỗ bàn, nếu nhà gái có điều kiện thì tổ chức quy mô còn không thì thắp hương và từ biệt họ hàng nội ngoại). Sau đó là cả đoàn rời nhà gái, để đưa dâu về nhà chồng. Họ nhà gái chọn sẵn người đi theo cô gái, gọi là các cô phù dâu.
- Rước dâu vào nhà: đoàn đưa dâu về đến ngõ. Lúc này, bà mẹ chồng cầm bình vôi, tránh mặt đi một lúc, để cô dâu bước vào nhà. Hiện tượng này được giải thích theo nhiều cách. Thường người ta cho rằng việc làm này có ý nghĩa khắc phục những chuyện cay nghiệt giữa mẹ chồng và nàng dâu sau này.
- Lễ tơ hồng: khi hai họ ra về, một số người trừ người thân tín ở lại chứng kiến cô dâu chú rể làm lễ cúng tơ hồng. Người ta cho rằng vợ chồng lấy được nhau là do ông Tơ bà Nguyệt trên trời xe duyên cho. Cúng tơ hồng là để tạ ơn hai ông bà này. Lễ cúng đơn giản, ông cụ già cầm hương lúc đón dâu, hoặc ông cụ già cả nhất của họ hàng làm chủ lễ. Hai vợ chồng lạy lễ tơ hồng rồi vái nhau.
- Trải giường chiếu: bà mẹ chồng, hoặc một bà cao tuổi khác, đông con nhiều cháu, phúc hậu, hiền từ, khi cô dâu chú rể vào phòng tân hôn, bà này sẽ trải đôi chiếu lên giường ngay ngắn, xếp gối màn cẩn thận,...
- Lễ hợp cẩn: đây là buổi lễ kết thúc đám cưới tại nhà trai. Trước giường có bàn bày trầu rượu và một đĩa bánh phu thê. Ông cụ già đứng lên rót rượu vào chén rồi mời đôi vợ chồng cùng uống.
- Tiệc cưới: dù đám cưới lớn hay nhỏ, cũng phải có tiệc cưới. Đặc biệt là ở nông thôn, tính cộng đồng xóm giềng, làng xã, họ hàng đang còn mạnh thì tiệc cưới là một dịp tốt để củng cố tính cộng đồng ấy. Ở thành phố, người ta thường tổ chức tiệc cưới ngay sau lễ thành hôn, cho nên nhiều khi cái "tục" của sự ăn lấn át mất cái "thiêng" của lễ cưới. Người ta đến ăn, ngồi cùng bàn ăn là những người không quen biết, ăn sao cho đúng giờ. Tiệc cưới có thể tổ chức nhà gái (trước hôm cưới) và nhà trai (trong ngày cưới); nhưng cũng có thể hai nhà tổ chức chung thành một tiệc.
  - Lễ cheo: một số vùng của Việt Nam còn có lễ cheo. Lễ cheo có thể tiến hành trước nhiều ngày, hoặc sau lễ cưới một ngày. Lễ cheo là nhà trai phải có lễ vật hoặc kinh phí đem đến cho làng hay cho xóm có con gái đi lấy chồng. Lễ cưới là để họ hàng công nhận, lễ cheo là để xóm làng tiếp thu thêm thành viên mới, nhân tố mới của làng.
- Lễ lại mặt: (còn gọi là nhị hỷ hoặc tứ hỷ), sau lễ cưới (2 hoặc 4 ngày), hai vợ chồng trẻ sẽ trở về nhà cha mẹ vợ mang theo lễ vật để tạ gia tiên. Lễ vật cũng có trầu, xôi, lợn, cha mẹ vợ làm cơm để mời chàng rể và con gái mình. Ở một số trường hợp nếu xảy ra chuyện gì mà nhà trai không bằng lòng sau đêm hợp cẩn, thì lễ nhị hỉ lại có những chuyện không hay, nhưng trường hợp này rất hiếm.
- Tóm lại: các nghi lễ cưới theo văn hóa Việt Nam hiện nay đều tuân thủ các lễ như vậy, song ở các vùng miền khác nhau có sự thay đổi chút ít để phù hợp hơn nhưng mô hình chung không thể phá vỡ mô hình trên. Chỉ có các dân tộc thiểu số vẫn còn duy trì văn hóa mẫu hệ (con mang họ mẹ) thì mới có hình thức ngược lại với trên, còn các dân tộc theo văn hóa phụ hệ (con theo họ cha) thì hầu như trong lễ cưới thì họ là người quyết định ngày giờ và cách thức cưới hỏi.

## Những lễ cưới đặc biệt
- Lễ cưới theo nghi thức tôn giáo:
  - Phật giáo: Phật chưa hề khuyến khích chuyện lứa đôi; nhưng giáo lý Phật có dạy về bổn phận của vợ đối với chồng, chồng đối với vợ, con cái đối với cha mẹ, cha mẹ đối với con cái. Nếu hai Phật tử là người đã quy y, hoặc chưa quy y, nhân ngày cưới, sắm sửa lễ vật nhang đèn, hoa quả đến chùa nhờ Thầy làm lễ chú nguyện cho hai Phật tử và có sự chứng kiến của hai họ. Quý Thầy sẽ tụng kinh, trì chú, đọc lời dạy của Đức Phật theo như trong tinh thần của "kinh Thiện Sanh". Sau đó hai người đọc lời phát nguyện trước Tam bảo và sau cùng là lễ trao nhẫn cho nhau. Sau phần tụng kinh lễ Phật, cô dâu chú rể đến lễ ông bà và cảm ơn những người tham dự cũng như đón nhận những lời chúc tụng hoặc quà cưới và cuối cùng là tiệc trà Đạo vị[17]. Lễ cưới tổ chức theo kiểu này gọi là "Lễ Hằng Thuận". Người khởi xướng nghi lễ này là ông Đồ Nam Tử (1883-1940). Ông tên thật là Nguyễn Trọng Thuật quê tỉnh Hải Dương. Lễ Hằng Thuận đầu tiên là Lễ cưới của ông Hoàng Văn Tâm và bà Lê Thị Hoành ở chùa Từ Đàm (Huế). Năm 1971, hoà thượng Thích Thiện Hoa chính thức dùng hai chữ "Hằng Thuận" để chỉ nghi lễ kết hôn trước cửa Phật[18].

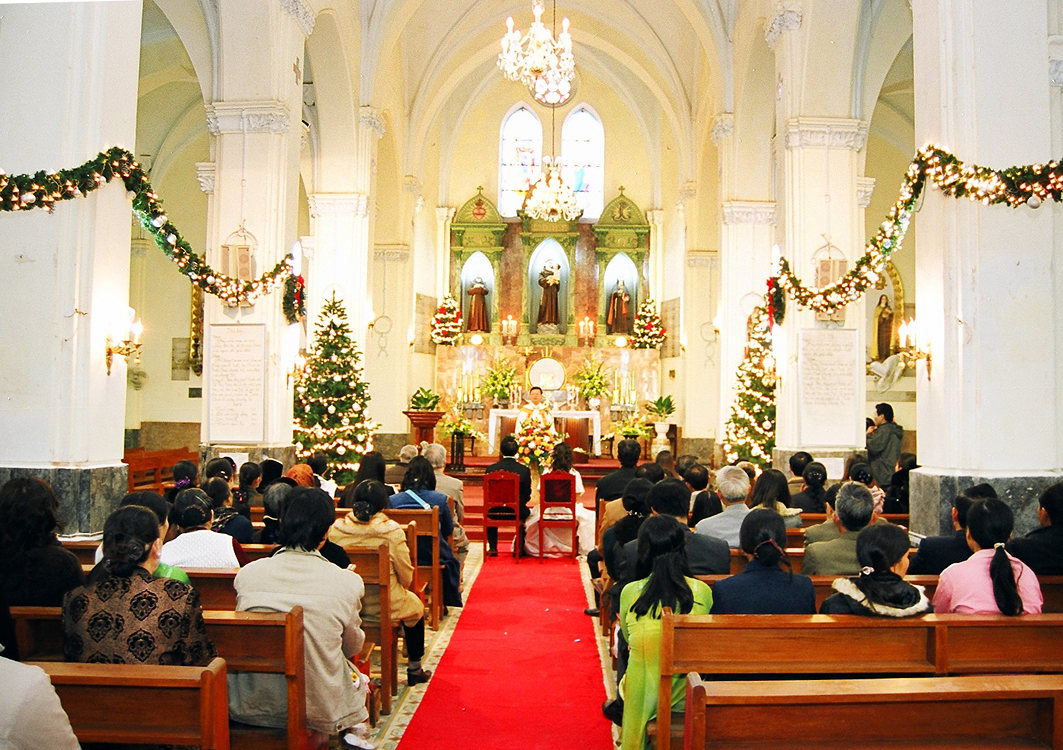
Một hôn lễ Công giáo được cử hành tại nhà thờ Hàm Long

  - Công giáo: Một hôn lễ Công giáo được cử hành tại nhà thờ Hàm Long Lễ cưới được gọi là "Bí tích Hôn phối" và được cử hành trong nhà thờ nếu đôi nam nữ là đồng đạo Công giáo. Mọi nghi lễ đều do linh mục của nhà thờ lo liệu (thường thì có nhiều quy định trước khi tổ chức lễ cưới). Lễ cưới ở nhà thờ có nghi lễ tuyên hứa, làm phép và đeo nhẫn cưới cho chú rể và cô dâu (nếu chú rể và cô đâu đã đeo nhẫn cưới ở nhà thì khi đến nhà thờ, linh mục cũng lặp lại nghi thức đeo nhẫn). Lễ cưới ở nhà thờ luôn phải cử hành trước lễ gia tiên. Ở hải ngoại, nếu lễ cưới được cử hành ở nhà thờ thì nhà thờ đã thừa lệnh của chính quyền địa phương để làm giấy hôn thú cho chú rể cô dâu ngay tại nhà thờ trong khi làm lễ cưới. Nhưng ở Việt Nam, vì không có quy chế này nên cô dâu và chú rể bắt buộc phải có Giấy đăng ký kết hôn từ chính quyền thì mới được tổ chức lễ cưới.[19].
  - Cao Đài: Chiếu theo Tân Luật Cao Đài điều thứ 6 đến thứ 10 dạy sự chọn hôn trong người đồng Đạo, trừ khi nào người ngoài ưng thuận nhập môn thì mới được kết làm giai ngẫu. Tám ngày trước Lễ Sính hôn, chủ hôn trai phải dán bố cáo nơi Thánh thất sở tại cho trong bổn đạo hay biết, sau khỏi điều trắc trở. Làm Lễ Sính hôn, hai đàng trai và gái phải đến Thánh thất hoặc Đền Thánh mà cầu lễ Chứng Hôn (Lễ Hôn Phối). Tất cả người trong Đạo khi kết thành hôn nhơn cho con cháu, phải tuân hành theo Tân Luật như sau: Trước hết phải chọn hôn là người trong Đạo, như điều thứ sáu của Tân Luật. Trước ngày Sính hôn, phải đăng bát nhựt tại Thánh thất sở tại, như điều thứ 7 của Tân Luật. Khi làm lễ cưới, gả, hai đàng trai và gái phải xin phép lập lễ Hôn Phối tại Thánh thất hoặc Đền Thánh theo điều thứ 8 của Tân Luật. Cấm không được cưới hầu thiếp, trừ khi nào không con nối hậu thì đặng phép cưới hầu thiếp nhưng chính người chánh thê đứng cưới mới đặng (Điều thứ 9 Tân Luật). Cấm người trong Đạo không được để bỏ nhau, trừ khi ngoại tình hay thất hiếu với công cô (Điều thứ 10 Tân Luật).
- Cưới chạy tang: Luật Hôn nhân và gia đình Việt Nam quy định "Việc để tang không cản trở việc kết hôn" nhưng việc cưới chạy tang vẫn có thể xảy ra. Cưới chạy tang tức đám cưới cử hành trước đám tang. Trường hợp cha mẹ hay người thân (thuộc ngũ hạng tang) mất thình lình mà hai đứa trẻ đã hứa hôn hay đính hôn, nếu phải chờ cho mãn tang thì bất tiện nên hai nhà thu xếp để cho làm đám cưới trước và sau đó mới cử hành tang lễ. Lễ cưới cũng đủ các giai đoạn nhưng giản lược đi nhiều.

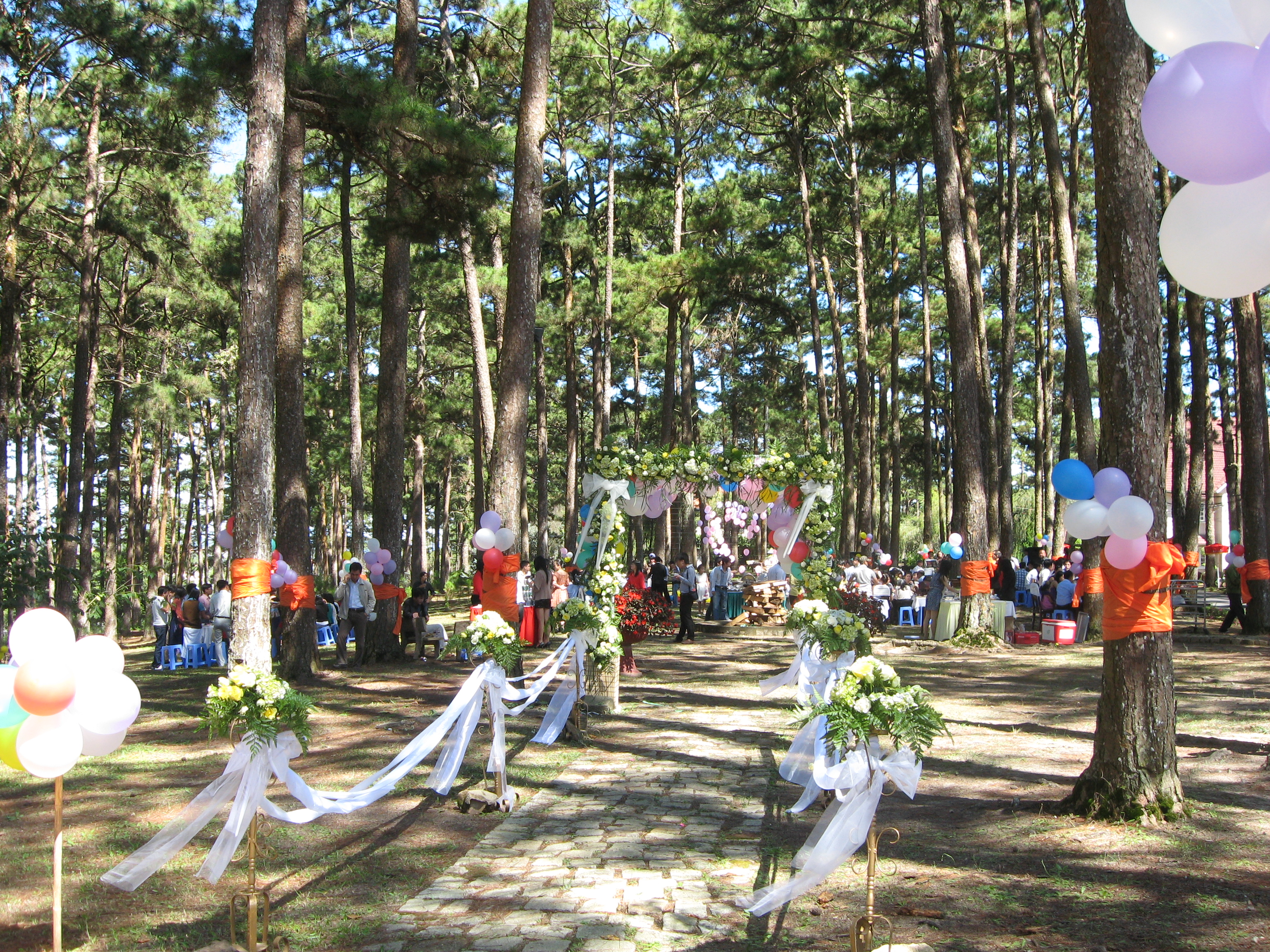
Một đám cưới trong rừng Đà Lạt

- Đám cưới tập thể: là hình thức tuy một lễ cưới nhưng cho nhiều cặp cô dâu chú rể.[20]
- Hôn nhân có yếu tố nước ngoài: khi một người Việt Nam kết hôn với một người có quốc tịch không phải là Việt Nam. Sau khi kết hôn hai người có thể thay đổi sang quốc tịch của người kia hoặc có cả hai quốc tịch tuỳ vào luật pháp của mỗi quốc gia. Hôn nhân với những người thuộc các quốc gia phương Tây thường là lựa chọn được các cô gái Việt Nam yêu thích vì những người phương Tây như châu Âu, châu Mỹ có tiếng là có lối sống văn minh và tôn trọng phụ nữ. Nhưng nhiều khi cũng có mặt trái khi xuất hiện một trào lưu mới của một bộ phận phụ nữ, nhằm có điều kiện di cư hoặc cải thiện đời sống kinh tế gia đình. Yếu tố nước ngoài có thể là kết hôn với người nước ngoài da trắng, Việt Kiều hoặc về sau là người dân các nước quanh vùng như người Đài Loan, Hàn Quốc, Trung Quốc, Singapore. Một số vùng quê đồng bằng sông Cửu Long đã có hiện tượng bắt chước nhau cùng lấy chồng ngoại để giúp cha mẹ, phần lớn họ là những phụ nữ thiếu học vấn, không rành tiếng nước ngoài, phong tục nơi sắp đến và không biết cách kêu cứu khi bị ngược đãi. Thông qua các công ty mai mối hôn nhân một người đàn ông độc thân từ 20 đến 70 tuổi chỉ cần một cú điện thoại, một số tiền cọc 1.000 đô la Singapore là có thể lựa chọn trong một số đông phụ nữ trẻ Việt Nam được trưng bày trong các "bể cá"[21]. Đã có một số cô dâu vùng quê bị chồng hoặc gia đình chồng ngược đãi, hành hạ, đánh chết sau một thời gian ngắn kết hôn với người ngoại quốc xa lạ vừa mới được môi giới thông qua một đám cưới tập thể ở thành phố rồi bỏ nước ra đi làm dâu nơi xứ người.[22]
- Lễ Tuyên hôn: Hay còn gọi là Lễ Tuyên bố là lễ cưới không theo trình tự hỏi, cưới ở trên mà Lễ cưới và Ăn hỏi nhập chung lại thành một gọi là đám cưới một lễ[23]. Trước đây hình thức này rất phổ biến trong quân đội.
- Lễ Thú phạt[24]: Có những đôi trai gái yêu nhau nhưng không được gia đình (một hoặc hai bên) tán thành. Hai người quyết định sống như vợ chồng với nhau. Khi mọi chuyện đã rồi, nhà trai tìm người kết nối nhà gái tổ chức một tiệc nhỏ để hợp thức hóa cho đôi trẻ.

## Cưới hỏi trong thơ văn, âm nhạc

### Bút ký "Ai đã đặt tên cho dòng sông?"
Trong bút ký "Ai đã đặt tên cho dòng sông?" của nhà văn Hoàng Phủ Ngọc Tường, có đoạn viết về sắc áo cưới xưa của người Huế:
[...] một sắc áo cưới của Huế ngày xưa, rất xưa: màu áo lục điều với loại vải vân thưa màu xanh chàm lồng lên một màu đỏ ở bên trong, tạo thành một màu tím ẩn hiện, thấp thoáng theo bóng người, thuở ấy các cô dâu trẻ vẫn mặc sau tiết sương giáng.

### Bài hát "Đám cưới trên đường quê"

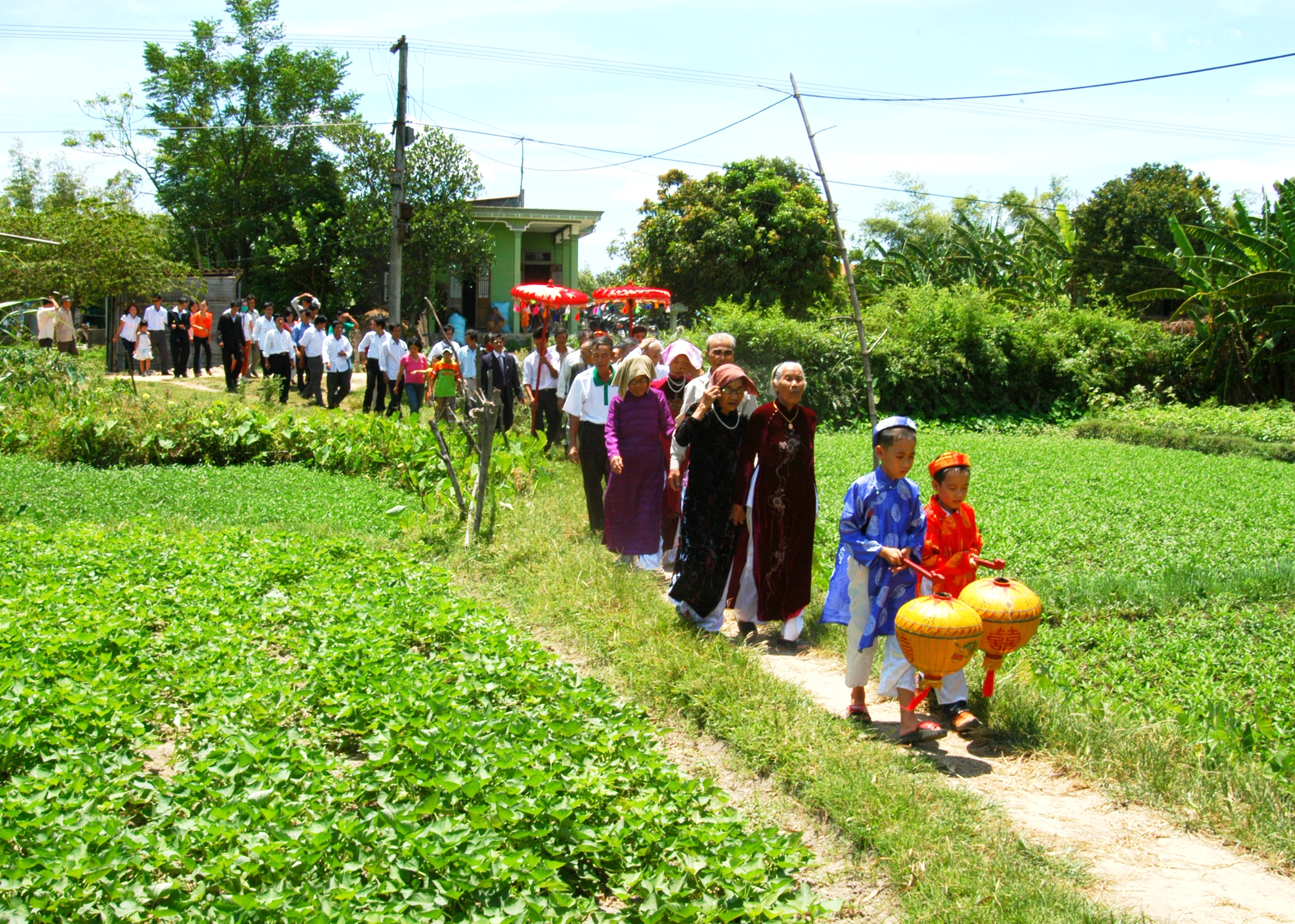
Đám cưới trên đường quê

Trong bài hát "Đám cưới trên đường quê" của Hoàng Thi Thơ:
Ô! ô! sáng hôm nay trên quê hương tôi (...) Khăn màu son, áo màu vàng. Ơi, bà con đến xem mùa cưới! Chân hài cong, tay dù hồng. Lâu thật lâu mới thấy được một ngày vui! Ô! ô! sáng hôm nay quê tôi ra xem: Cô dâu con con y trang mỹ miều. Cô dâu non non dung nhan mặn mà. Chà! nhà ai có ông rể quý. Chà! nhà ai có cô dâu hiền. Ồ! ngộ thay có con lợn quay. Xôi đầy mâm, cau đầy buồng...

### Bài hát "Ngại ngùng"
Trong bài hát "Ngại ngùng" có câu hát nói đến đám rước dâu:
Mơ thầm một sáng mùa vinh quang. Đám cưới dù không sang, nhưng lòng ai thấy đẹp niềm tin
Có đàn em bé, đi theo chàng rể áo hoa tươi màu. Cô dâu đàng sau, đứng nhìn buồng cau
Em ơi đi mau, nghe lòng thương mến, cớ sao em ngại ngùng 

### Bài thơ "Màu tím hoa sim"
Trong bài thơ "Màu tím hoa sim" của nhà thơ Hữu Loan:
Tôi người Vệ-Quốc-quân
xa gia đình
Yêu nàng
như tình yêu em gái
Ngày hợp hôn
nàng không đòi may áo mới
Tôi mặc đồ quân nhân
đôi giày đinh bết bùn đất hành quân
Nàng cười xinh xinh
bên anh chồng độc đáo
Tôi ở đơn vị về
cưới nhau xong là đi.

## Hình ảnh

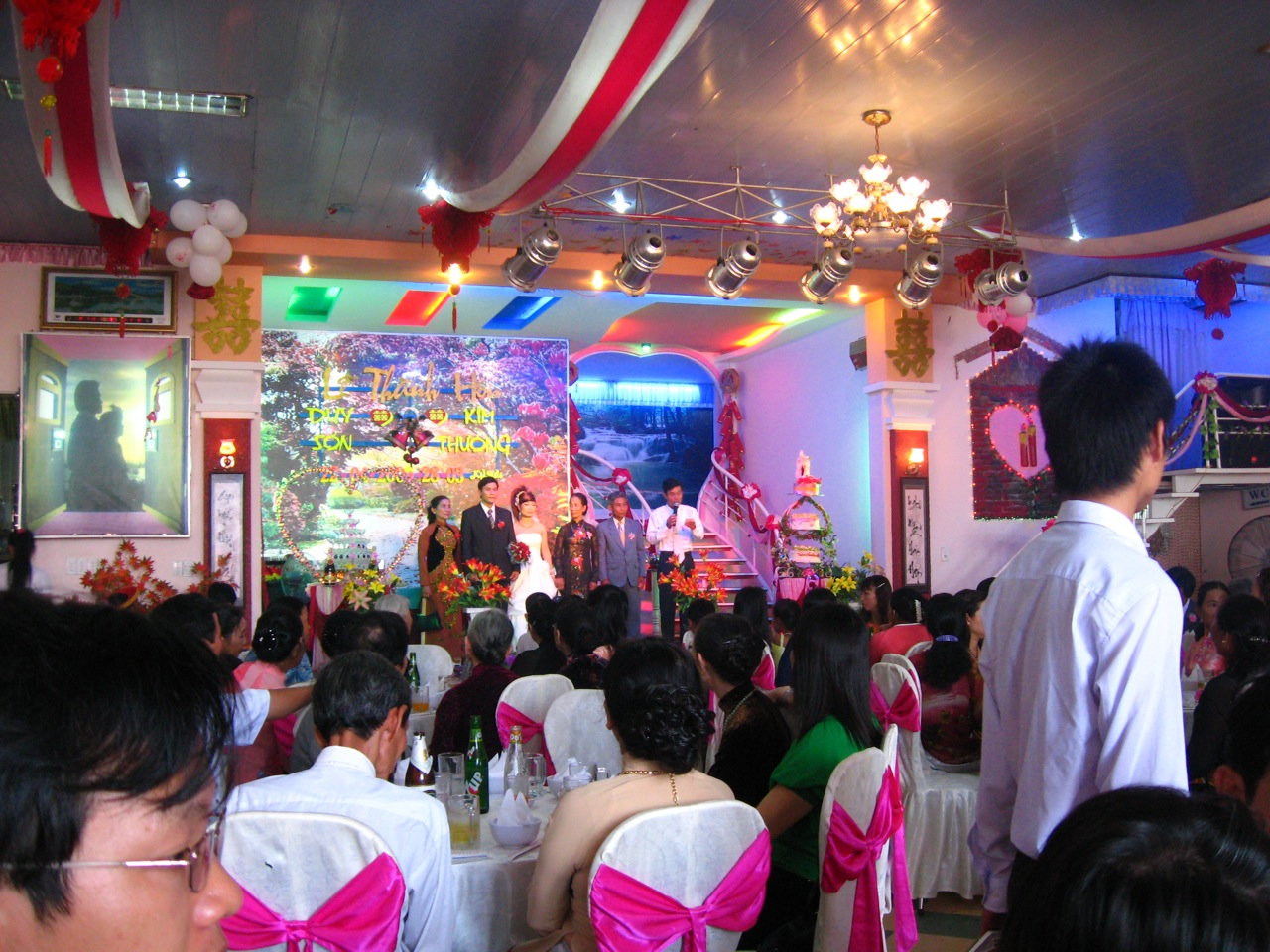
Tiệc cưới tại nhà hàng
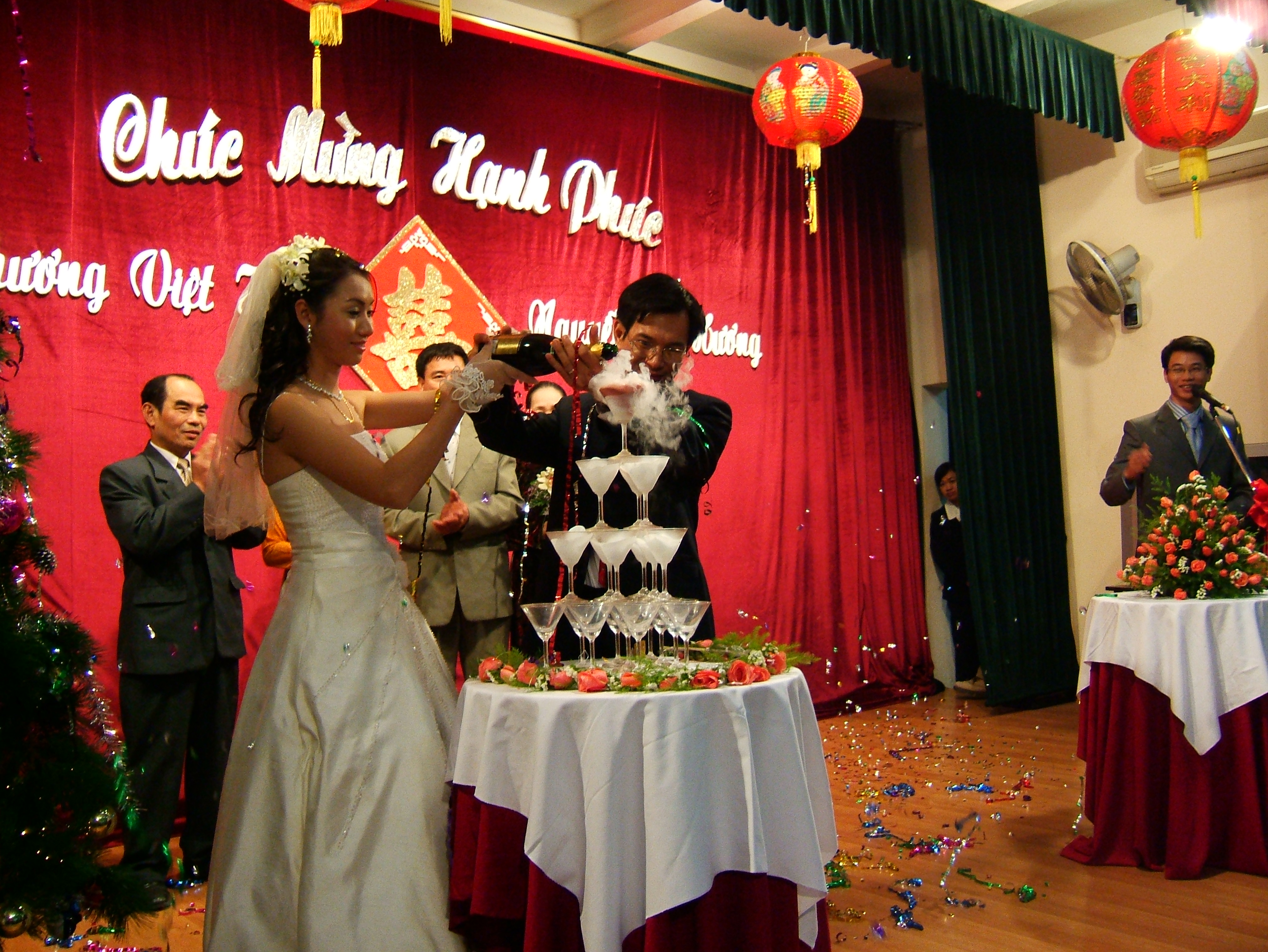
Một nghi lễ rót tháp rượu theo phong tục phương Tây được tổ chức tại nhà hàng
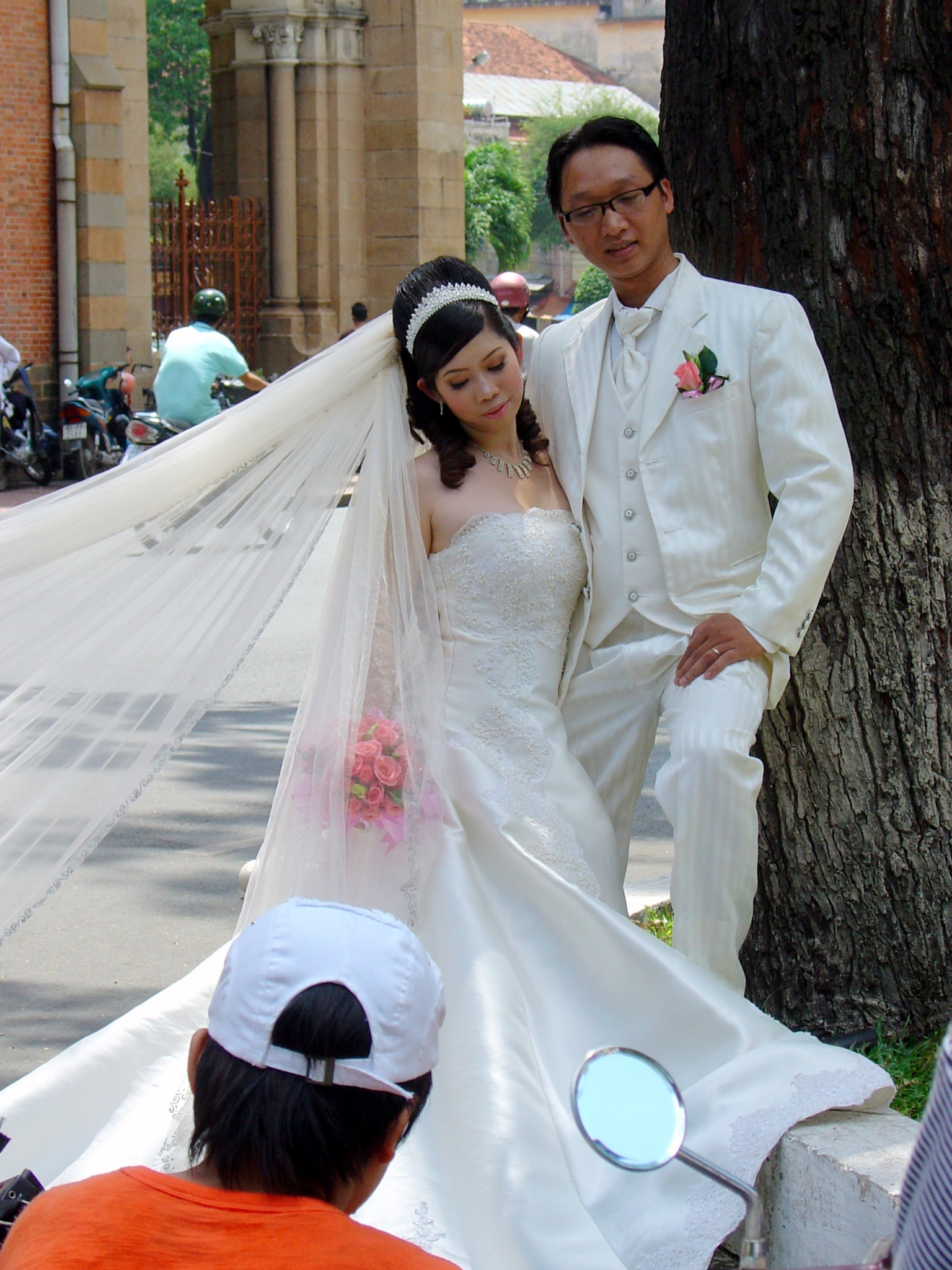
Một cặp dâu rể bên hông Nhà thờ Đức Bà Sài Gòn
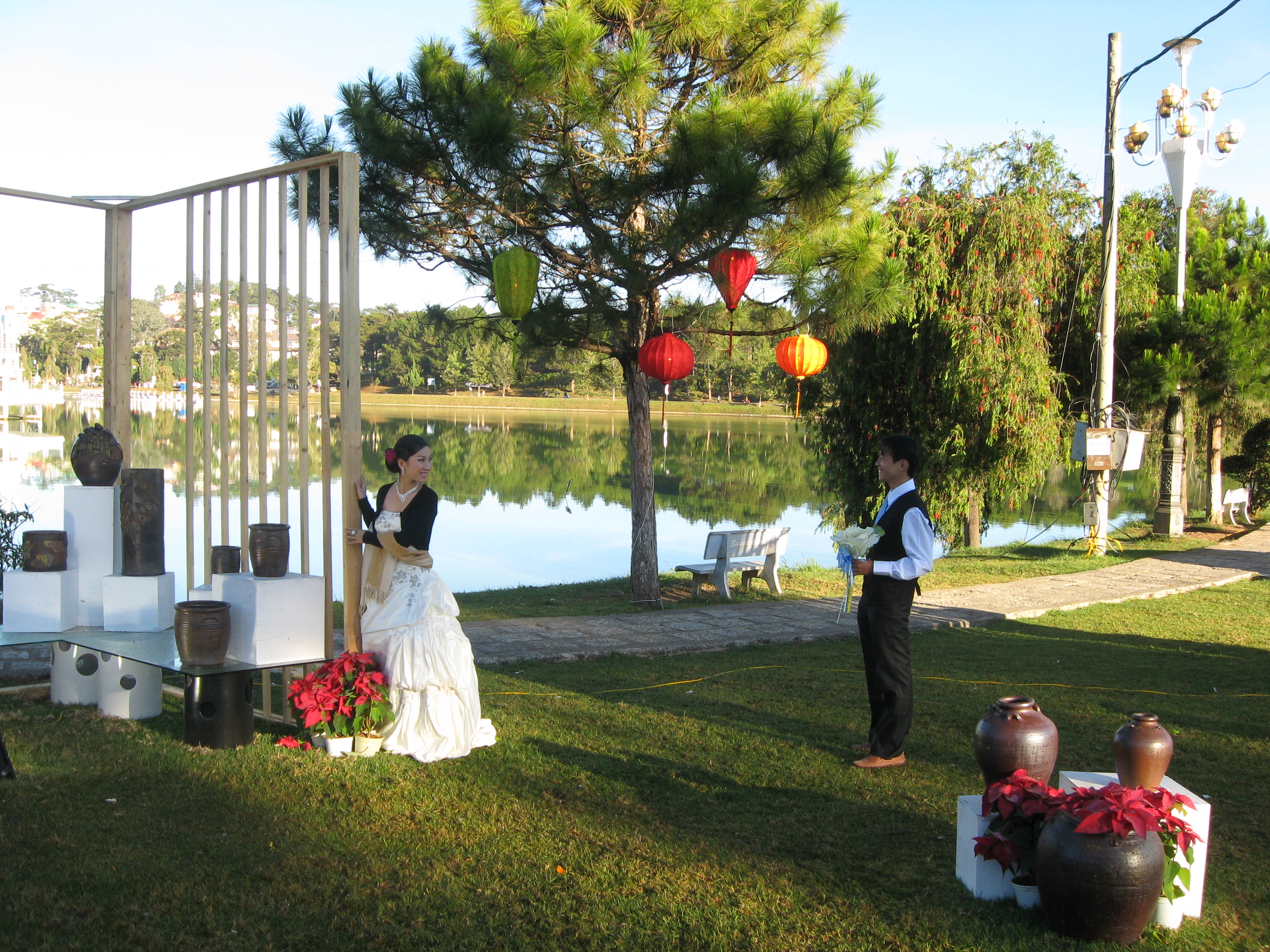
Chụp ảnh cưới tại Hồ Xuân Hương, Đà Lạt

## Sách đọc thêm
- Đời sống văn hóa gia tộc, tác giả Lê Nguyễn Lưu, Nhà xuất bản Thuận Hóa, 2006.
- Đời sống văn hóa cung đình, tác giả Lê Nguyễn Lưu, Nhà xuất bản Thuận Hóa, 2006.
- Việt Nam văn hóa sử cương, tác giả Đào Duy Anh, Nhà xuất bản Văn hóa Thông tin, xuất bản 2006.